# Ulf Nilsson (partiledare)
Ulf-Bertil "Ubbe" Roland Nilsson, född 27 augusti 1953 i Sankt Johannes församling i Malmö, är en svensk plåtslagare och politiker som under perioden 2019–2020 var ordförande för Kommunistiska partiet.
Nilsson valdes till ordförande för Kommunistiska partiet 14 september 2019, då han efterträdde Robert Mathiasson. Han hade varit medlem i partiet sedan 1970-talet och var tidigare förbundsordförande i partiets dåvarande ungdomsförbund Sveriges kommunistiska ungdomsförbund (marxist-leninisterna). Han hade under flera år suttit i partiets styrelse samt varit anställd som facklig sekreterare. Han lämnade partiordförandeposten i januari 2020 och efterträddes av Povel Johansson.
Nilsson lämnade Kommunistiska partiet efter partiets nittonde kongress i september 2020.